# Coin-sur-Seille
Coin-sur-Seille (Duits: Coin an der Seille) is een gemeente in het Franse departement Moselle (regio Grand Est) en telt 310 inwoners (2004). De plaats maakt deel uit van het arrondissement Metz.

## Geografie
De oppervlakte van Coin-sur-Seille bedraagt 3,3 km², de bevolkingsdichtheid is 93,9 inwoners per km².
De onderstaande kaart toont de ligging van Coin-sur-Seille met de belangrijkste infrastructuur en aangrenzende gemeenten.

## Demografie
Onderstaande figuur toont het verloop van het inwonertal (bron: INSEE-tellingen).